# Röthelstein (Gemeinde Frohnleiten)
Röthelstein ist eine Katastralgemeinde und Ortschaft der Stadtgemeinde Frohnleiten in der Steiermark im Bezirk Graz-Umgebung mit 196 Einwohnern (Stand 1. Jänner 2024).
Bis zum 1. Jänner 2015 war sie eine eigenständige Gemeinde und wurde im Rahmen der steiermärkischen Gemeindestrukturreform mit den Gemeinden Frohnleiten und Schrems bei Frohnleiten zur neuen Gemeinde Frohnleiten zusammengeschlossen.

## Geografie

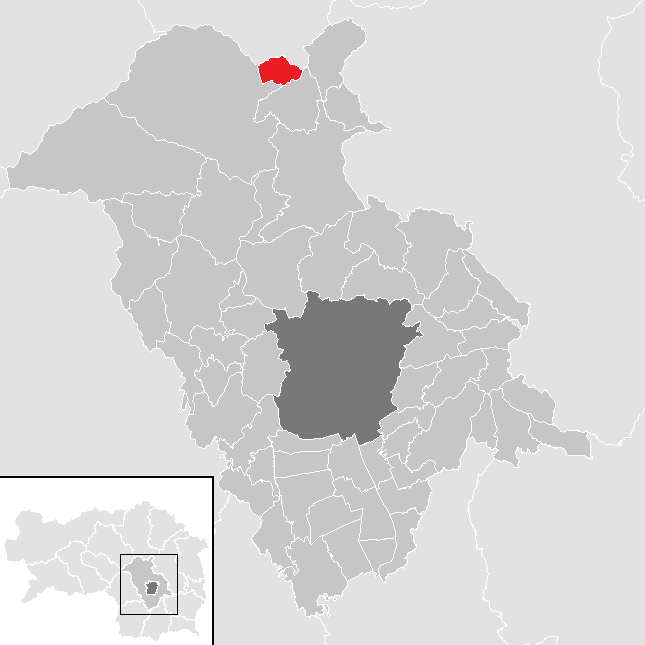
Lage der ehemaligen Gemeinde in den damaligen Grenzen des Bezirkes Graz-Umgebung

### Geografische Lage
Röthelstein liegt etwa 25 km nördlich der Landeshauptstadt Graz im Bezirk Graz-Umgebung. Durch das Gebiet fließt die Mur, an deren Westufer Röthelstein liegt. Der höchste Punkt der Katastralgemeinde ist der Schiffall (1221 m).

### Ehemalige Gemeindegliederung
Die Gemeinde bestand aus einer einzigen gleichnamigen Katastralgemeinden bzw. Ortschaft.

### Ehemalige Nachbargemeinden
|             | Pernegg an der Mur (Bezirk Bruck-Mürzzuschlag) |                         |
|             | Kompassrose, die auf Nachbargemeinden zeigt    |                         |
| Frohnleiten |                                                | Schrems bei Frohnleiten |

## Geschichte
Die Ortsgemeinde als autonome Körperschaft entstand 1850. Nach der Annexion Österreichs 1938 kam die Gemeinde zum Reichsgau Steiermark, 1945 bis 1955 war sie Teil der britischen Besatzungszone in Österreich. Am 1. Jänner 2015 wurde sie mit den Gemeinden Frohnleiten und Schrems bei Frohnleiten zur Gemeinde Frohnleiten zusammengelegt.

### Bevölkerungsentwicklung
| Bevölkerungsentwicklung | Bevölkerungsentwicklung | Bevölkerungsentwicklung | Bevölkerungsentwicklung | Bevölkerungsentwicklung |
| Jahr                    | Ew.                     |                         | Jahr                    | Ew.                     |
| ----------------------- | ----------------------- | ----------------------- | ----------------------- | ----------------------- |
| 1869                    | 261                     | 1951                    | 247                     |                         |
| 1880                    | 236                     | 1961                    | 235                     |                         |
| 1890                    | 213                     | 1971                    | 244                     |                         |
| 1900                    | 221                     | 1981                    | 219                     |                         |
| 1910                    | 176                     | 1991                    | 213                     |                         |
| 1923                    | 214                     | 2001                    | 223                     |                         |
| 1934                    | 237                     | 2013                    | 212                     |                         |
| 1939                    | 208                     | 2017                    | 208                     |                         |

## Kultur und Sehenswürdigkeiten

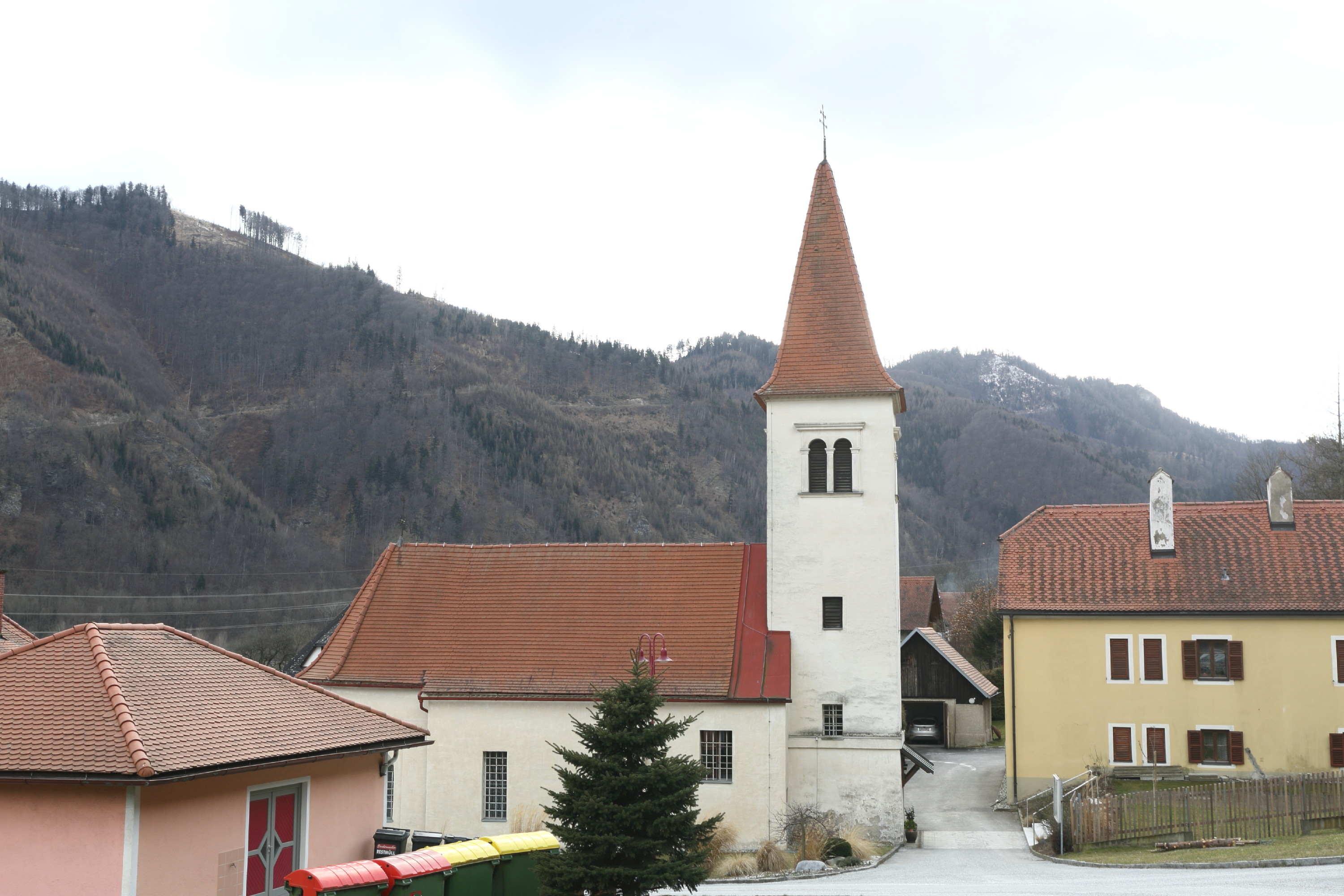
Kath. Pfarrkirche hl. Oswald in Röthelstein

- Katholische Pfarrkirche Röthelstein

## Wirtschaft und Infrastruktur

### Verkehr
Durch das Gebiet verläuft die Brucker Schnellstraße S 35 von Graz nach Bruck an der Mur. Sie ist über die Anschlussstelle Röthelstein erreichbar. In Fahrtrichtung Graz liegt eine verwaiste Autobahnraststätte.
Die Österreichische Südbahn führte zwar durch das Gemeindegebiet, in Röthelstein befindet sich jedoch kein Bahnhof. Der nächstgelegene Bahnhof ist Mixnitz-Bärenschützklamm in circa vier Kilometer Entfernung. Hier besteht stündliche Regionalzug-Verbindungen nach Graz und Bruck an der Mur.
Der Flughafen Graz ist rund 50 Kilometer entfernt.

## Politik

### Gemeinderat
Der mit 1. Jänner 2015 aufgelöste Gemeinderat bestand aus 9 Mitgliedern und setzt sich nach den Wahlen von 2010 wie folgt zusammen:
- 5 Wirtschaftsliste Röthelstein (WLR)
- 2 ÖVP
- 2 FPÖ

### Bürgermeister
Von 1982 bis 2010 hatte Heinz Johann Glössl das Bürgermeisteramt inne.
Der letzte Bürgermeister der Gemeinde war Harald Reiter (WLR).